# Kelvin Wilson
Kelvin James Wilson (Nottingham, 3 settembre 1985) è un ex calciatore inglese, di ruolo difensore.

## Caratteristiche tecniche
Gioca come difensore centrale.

## Palmarès

### Club

#### Competizioni nazionali
- Campionato scozzese: 2

Celtic: 2011-2012, 2012-2013
- Coppa di Scozia: 1

Celtic: 2012-2013